# Воскресенське (Волховський район)
Воскресенське (рос. Воскресенское) — присілок у Волховському районі Ленінградської області Російської Федерації.
Населення становить 49 осіб. Належить до муніципального утворення Хваловське сільське поселення.

## Історія
Згідно із законом № 56-оз від 6 вересня 2004 року належить до муніципального утворення Хваловське сільське поселення.

## Населення
| 1910 | 1997 | 2007 | 2010 | 2017 |
| ---- | ---- | ---- | ---- | ---- |
| 22   | ↗55  | ↗56  | ↗63  | ↘49  |